# Olmecas de Tabasco
Les Olmecas de Tabasco est un club mexicain de baseball de la Ligue mexicaine de baseball située à Villahermosa dans l'État de Tabasco au Mexique. Les Olmecas, qui comptent un titre de champion, évoluent à domicile au Parque Centenario 27 de Febrero, enceinte de 10 500 places.

## Palmarès
- Champion de la Ligue mexicaine de baseball (1) : 1993.